# Mesitornis variegatus
El mesito de pecho blanco o mesito pechiblanco (Mesitornis variegatus

 o a veces Mesitornis variegata) es una especie de ave que deambula por el suelo, endémica de Madagascar. Es una de las tres especies de la familia de los mesitornítidos (Mesitornithidae), su población es reducida y solo habita en cinco sitios al norte y oeste de la isla.
El mesito pechiblanco es un ave terrestre de tamaño mediano la que a menudo es descrita como similar a los rálidos (familia en la cual a veces se ubica a los mesitos). La especie posee una cara blanca con marcas faciales distintivas (una sobreceja blanca y bandas oscuras malares) y un pico corto recto oscuro. Las parte superiores del ave son de un color marrón rufo, su pecho es blanco con una franja tawny y un vientre con franjas. 
El mesito pechiblanco es una especie propia de los bosques; se alimenta deambulando por el suelo del bosque, revolviendo residuos vegetales buscando invertebrados. Se desplaza en pequeños grupos familiares compuestos por 2 a 4 individuos. Su hábitat preferido son los bosques solitarios no perturbados.
La población de esta especie ha ido disminuyendo y se estima esta tendencia continuará. Es sensible a las perturbaciones, y los bosques en los que habita se encuentran amenazados por actividades de tala y los incendios forestales. También es objeto de caza por parte del hombre.